# Abbazia di Rambona
L'Abbazia di Rambona sorge in località Rambona, nel territorio comunale di Pollenza, in provincia di Macerata, lungo la media valle del fiume Potenza.

## Storia
Fu edificata tra l’891 e l’898 per volere dell'imperatrice dei longobardi Ageltrude, che ne affidò l'incarico all'abate Olderico. La scelta dell'imperatrice Ageltrude di erigere qui la sua abbazia potrebbe essere stata dettata dalla volontà di ricostruire un cenobio benedettino risalente al VII-VIII secolo e andato distrutto.
Le prime memorie scritte di questa abbazia risalgono alla fine del IX secolo. Da un lato abbiamo il diploma attraverso il quale Berengario conferma ad Ageltrude i diritti a lei derivanti dalle donazioni del marito Guido e del figlio Lamberto, tra i quali anche quelli dell’Istituzione monastica. Dall'altro lato abbiamo il celebre dittico di avorio, che, nella tavoletta di sinistra, presenta la lupa romana con i due poppanti alla base del Crocifisso, San Giovanni e la Vergine Maria nella veste tipica delle imperatrici bizantine. Questo elemento, tra i dittici classici e bizantini, compare solo in questo di Rambona e in una cassetta d’osso nel Museo Britannico. 
Nell'area era esistito in precedenza un santuario pagano dedicato alla Dea Bona, divinità pagana figlia di un antichissimo Re del Lazio chiamato Fauno, nipote di Saturnio. Secondo la mitologia era una donna così casta e pudica che in tutta la sua vita non uscì mai dalle sue stanze e nessun uomo ebbe modo d'osservarla. Per queste virtù fu innalzata agli altari e per adorarla istituirono un culto speciale, dei misteri, celebrato solo alla presenza di donne e con grande segretezza. Questa divinità rappresentava il simbolo della bontà e dell'onestà femminile, tanto da essere considerata anche protettrice della fertilità. Il suo culto era legato all'elemento dell'acqua e infatti il luogo è significativo perché il Rio Acqua Salata confluisce nel fiume Potenza e vi sgorga una sorgente d'acqua ritenuta benefica. Dall'antico culto locale della Dea Bona è derivato nei secoli il toponimo Rambona (Ara Bonae Deae, da cui Arambona).
L'edificio del IX secolo, individuato di recente, è di grande rilevanza storico-artistica poiché rappresenta una delle poche testimonianze rimaste in Europa dell'architettura carolingia. La cripta, le tre absidi e il presbiterio sono invece frutto di un ampliamento in stile romanico avvento nei secoli XI-XII. Il monastero benedettino è andato completamente perduto, ma fu potentissimo nell'Alto Medioevo; la sua giurisdizione si estendeva in un territorio molto ampio che andava dai Monti Sibillini alla foce del fiume Potenza. In quei secoli la chiesa era dedicata ai Santi Flaviano, Gregorio e Silvestro, come testimonia il dittico nella dicitura: “Ai confessori del Signore, ai Santi Gregorio, Flaviano, Silvestro del Convento di Rambona, che Ageltrude costrusse, io Odelrigo, infimo servo ed abate (offro questo Dittico) che feci scolpire nel nome del Signore, Amen”. Il culto di San Flaviano era stato importato nel Medioevo dall’Oriente; essendo Ageltrude fondatrice di Benevento, era devota a questo Santo, Patriarca di Costantinopoli.  Solo nel XIV secolo l'abbazia venne dedicata alla Vergine Assunta e nominata Santa Maria di Rambona. Con la riforma di Cluny l'abbazia passò nella proprietà dell'Ordine cistercense ed iniziò a perdere autonomia vedendo sorgere a poca distanza l'Abbazia di Fiastra.  Nel 1443 questi territori subiscono la conquista di Francesco Sforza, che li fa saccheggiare e incendiare dalle truppe guidate da Ciarpellone. Da qui ha inizio un lungo periodo di abbandono. 
Nel 1886 i beni ecclesiastici vengono incamerati dallo Stato, e una parte del complesso venduta a privati. Nello stesso periodo viene costruita, adiacente all'abbazia, una villa gentilizia di proprietà del conte Antonelli-Incalzi. Essa ingloba la navata centrale, l'ipogeo e il sacello a nord della primitiva chiesa carolingia. Mentre il sacello a sud viene prolungato e trasformato in canonica; la cripta romanica originale e il presbiterio rimaneggiato restano invece adibiti al culto fino ai giorni nostri.
Fu il Vescovo di Macerata Vincenzo Maria Strambi ad insistere con Pio VII affinché l'abbazia non venisse dimenticata e fosse eretta a Parrocchia, nel 1819.

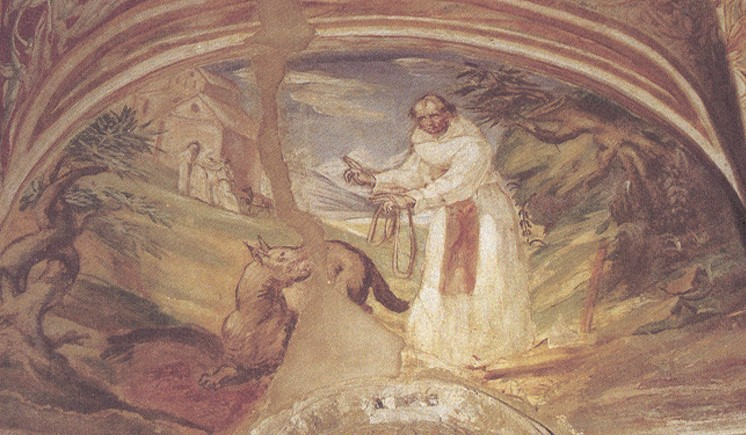
Abbazia di Rambona, affresco raffigurante Sant'Amico

All'abbazia è legata anche la figura di Sant'Amico, monaco e secondo abate dell'abbazia, nativo del luogo e vissuto intorno all'anno Mille. A lui è dedicato l'affresco centrale della cripta che lo raffigura in atto di ammansire il lupo. Secondo la leggenda, mentre era a fare legna in un bosco vicino la badia, le fiere che gironzolavano lì gli uccisero l'asinello sul cui dorso era il carico di legna. In quel momento, sbucò dall'interno del bosco un lupo; il monaco riuscì ad ammansirlo, porgli il carico della legna sul dorso e condurlo al monastero.  
Uno dei capitelli nasconde tra le decorazioni una piccola mano che la tradizione indica come il calco della mano di Sant'Amico. Un'urna rinascimentale in pietra del 1510, ancora presente in cripta, ne ha custodito il corpo da un precedente incendio fino alla ricognizione delle reliquie avvenuta nel 1929. Da allora il corpo si trova in una nuova urna, collocata anch'essa in cripta. L'occasione dell'apertura dell'urna ha permesso di scoprire all'interno una grande quantità di monete coniate nei secoli da varie zecche d'Italia, alcune di provenienza ungherese e greca e le monete di ben quattro papi: Paolo II, Sisto IV, Innocenzo VIII e Alessandro VI. Questo ritrovamento attesta che l'abbazia è stata un'importante meta di pellegrini, i quali transitando sull'antica Via Lauretana sostavano qui a pregare Sant'Amico, guaritore dai mali dell'ernia. Al momento della ricognizione fu trovato nell'urna, oltre alle spoglie di Sant'Amico, un altro corpo di datazione antecedente. Secondo alcuni potrebbe trattarsi del corpo di San Flaviano di Ricina, tesi avvalorata dalla dedicazione della chiesa a questo santo già nel IX secolo.
Si conserva nel presbiterio la copia in gesso di un importante dittico che riporta la storia di questo luogo. L'opera originale in avorio fatta realizzare dall'abate Olderico nel IX secolo è conservata presso i Musei Vaticani. Si tratta di un documento straordinario a livello iconografico e storico poiché indica precisamente la fondazione della chiesa ad opera dell'imperatrice Ageltrude. Nelle due tavolette sono rappresentate la Crocifissione e la Madonna in trono insieme ai tre Santi cui la chiesa veniva dedicata al momento della fondazione.
Si ha notizia di un'importante fiera-mercato che in epoca medioevale si svolgeva intorno all'abbazia il 16 agosto di ogni anno.
Il complesso abbaziale è stato più volte rimaneggiato nel corso dei secoli. Gli ultimi interventi di restauro sono seguiti al sisma del 1997-1998; con il sisma del 2016 alcune parti sono state lesionate e attualmente l'abbazia è chiusa al pubblico in attesa di nuovi interventi.

## Architettura
Simbolo dell'abbazia sono le tre imponenti absidi semicircolari di matrice preromanica con influssi longobardi. La struttura, rarissima in Italia, è in pietra arenaria alternata a fasce orizzontali di mattoni in laterizio. Le absidi, differenti tra loro, sono decorate verticalmente da semicolonne in pietra bianca. L'edificio appare sobrio e poco decorato, ma presenta frammenti di recupero a motivi floreali. Sulla sommità delle absidi è presente un rosone cieco; monofore e bifore strombate di diverse epoche si aprono ad altezze che grosso modo corrispondono ai due ordini di cripta e presbiterio.
La navata del IX secolo, oggi di proprietà privata, detta Aula carolingia si presenta come un unico grande ambiente ai cui lati vi sono due ambienti rettangolari absidati. Essi erano collegati alla navata ognuno tramite una grande arcata laterale. La loro funzione è incerta, potrebbe trattarsi di sacelli o cappelle (quello del lato sud è oggi inglobato nella canonica, quello a nord è parte della proprietà privata insieme alla navata e all'ipogeo). Le pareti della navata sono composte di ciottoli di fiume, grosso pietrame e pochi frammenti di laterizi. Ai lati vi sono degli arconi e delle alte monofore. La copertura a doppio spiovente è sostenuta da capriate.
Cripta e presbiterio sono stati aggiunti nei secoli XI-XII; ma mentre la cripta conserva intatta la sua forma originale, il presbiterio risulta più volte rimaneggiato e funge da chiesa rurale. Al suo interno si possono apprezzare ancora le absidi semicircolari, i pilastri a fascio di colonne e una nicchia arcuata sulla parete nord con affreschi del XV-XVI secolo.

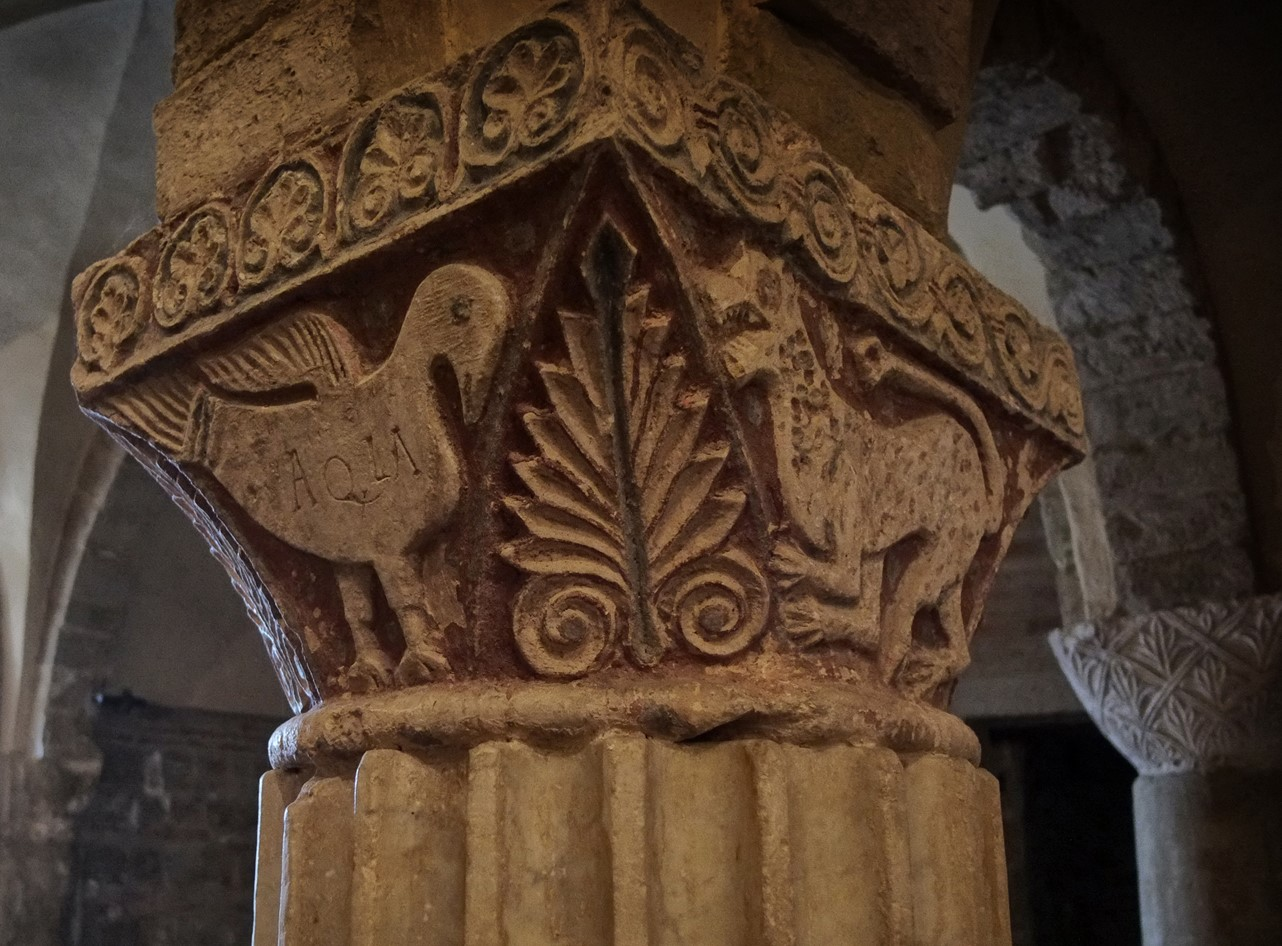
Abbazia di Rambona, cripta, capitello

### Cripta
La cripta romanica presenta cinque navate con volte a crociera. Viene sorretta da due pilastri e scandita da colonne romane con capitelli di recupero tutti differenti tra loro scolpiti a motivi vegetali e animali tratti da bestiari medievali o tipici della simbologia cristiana; su alcuni di essi è ancora possibile distinguere l'uso del colore, in particolare vi sono tracce di rosso.
Un tempo collegata al piano superiore da una scala interna, oggi si accede alla cripta da una porta laterale. Si legge all'ingresso l'iscrizione Signore salvaci, ci perdiamo voluta da Giuseppe Fammilume; essa colpì profondamente lo scrittore Salvator Gotta in visita all'abbazia tanto da indurlo ad intitolare proprio così una sua opera letteraria del 1947.
Nell'abside centrale della cripta si trovano affreschi databili al XV-XVI secolo: un Dio Padre nella mandorla con motivi floreali agli angoli, un Sant'Amico che ammansisce il lupo e una Madonna in trono con bambino la cui fattura è riconducibile alla scuola dei fratelli Salimbeni. Sul lato nord-est è rappresentato un piccolo volto ritenuto l'autoritratto dell'autore. Gli affreschi del presbiterio risultano invece di epoca compresa tra il XIII e il XVI secolo. Vi sono rappresentati una Vergine con il Bambino e una Vergine in trono affiancata da due angeli nimbati; un santo con tonsura è seguito da una figura che forse rappresenta nuovamente Sant'Amico con bastone in spalla e lupo accovacciato ai piedi; vi è infine un Sant'Antonio Abate datato 1539.
Come si deduce dai più recenti scavi, la chiesa primitiva aveva un’unica navata, cui erano addossati nella parte presbiteriale due sacelli a pianta quadrilatera; in quello di destra è stata scoperta una cella eremitica a pianta rettangolare, in cui, secondo la tradizione, vi si ritirava a meditare Sant'Amico.
Ancora oggi al di sotto della cripta si trova un ambiente ipogeo a pianta quadrata con un bacino di circa 70 centimetri irrorato da acqua captata dalla vicina sorgente. Alcuni ipotizzano che sia proprio questo luogo, rinvenuto solo nel 1981-1982, l'antico santuario pagano dedicato alla Dea Bona.
L'abbazia risultava nell'elenco dei monumenti nazionali d'Italia stilato nel 1902.